# Griffith Ridge
Griffith Ridge ist ein etwa 8 km langer Gebirgskamm in den Bowers Mountains des ostantarktischen Viktorialands. Er ragt im Mündungsgebiet des Champness-Gletschers in den Lillie-Gletscher auf. 
Kartografisch erfasst wurde er durch Vermessungsarbeiten des United States Geological Survey und mithilfe von Luftaufnahmen der United States Navy zwischen 1960 und 1962. Das Advisory Committee on Antarctic Names benannte ihn 1970 nach Leutnant Harry G. Griffith von der US Navy, der für die Öffentlichkeitsarbeit auf der McMurdo-Station im Jahr 1967 verantwortlich war.